# ناحية مركز الميادين
ناحية مركز الميادين  إحدى نواحي سوريا تتبع إداريّاً لمحافظة دير الزور منطقة الميادين ومركزها مدينة الميادين، بلغ تعداد سكان الناحية 86,091 نسمة حسب التعداد السكاني لعام 2004.

## مدن وبلدات وقرى ناحية مركز الميادين
الميادين، بقرص تحتاني، حاوي بقرص تحتاني، محكان، سعلو، الطيبة، بقرص فوقاني، الزباري.